# Zambujeira do Mar
Zambujeira do Mar é uma povoação portuguesa do Município de Odemira, no Alentejo, que foi sede da extinta Freguesia de Zambujeira do Mar, freguesia que tinha 42,96 km² de área e 912 habitantes (2011), e, por isso, uma densidade populacional de 21,2 hab/km². 
A Freguesia de Zambujeira do Mar, que havia sido criada em 30 de Junho de 1989, com território que pertencia à Freguesia de São Teotónio, passando a ser a mais pequena do Município, com a Reorganização Administrativa Territorial (RAT), foi extinta em 29 de setembro de 2013, tendo o seu território tornado a fazer parte da Freguesia de São Teotónio.
A costa da extinta freguesia, integrada no Parque Natural do Sudoeste Alentejano e Costa Vicentina, é debruada a falésias e pequenas praias que, fora das época alta turística, são paraísos usados por poucos. Destacam-se, além da praia central da Zambujeira, as praias dos Alteirinhos, Nossa Senhora, Arquinha e Tonel.
A principal actividade é o turismo, mas são também relevantes a agricultura, a pecuária e a pesca, albergando um dos quatro portos do concelho (chamado de Entrada da Barca). Nos últimos anos, tem crescido bastante o turismo rural, com um punhado de empreendimentos de qualidade em redor da aldeia.
Em agosto realizam-se os três maiores eventos do calendário Zambujeirense: na 1.ª semana do mês, o Festival do Sudoeste, o maior dos festivais de música de Verão do país, sediado a alguns quilómetros da aldeia; a 15 de Agosto, as festas religiosas e procissão dedicadas à padroeira local,  Nossa Senhora do Mar; a 29 de Agosto, a feira anual.
A colectividade da terra, a Associação Cultural e Recreativa Zambujeirense, realiza diversas actividades lúdicas, culturais e desportivas.

## População
| 1991 | 2001 | 2011 |
| 992  | 844  | 912  |

Freguesia criada pela Lei n.º 81/89,  de 30 de Agosto, com lugares desanexados da freguesia de S. Teotónio

## Praias
- Zambujeira do Mar

Uma das mais conhecidas e frequentadas praias da região e um dos seus principais cartões-de-visita. Protegida por altas falésias, fica na foz de um curso de água, junto à localidade. Na extremidade sul onde foi erigida uma ermida, formam-se perigosas correntes que podem arrastar os mais desprevenidos. Bastante popular para o bodyboard.
- Praia dos Alteirinhos

Este areal protegido por uma alta falésia costumava ser uma boa alternativa ao habitual rebuliço da praia da Zambujeira do Mar, mas nos últimos anos são cada vez mais os banhistas que a procuram. Durante a maré baixa pode apreciar-se toda a sua originalidade: as pequenas enseadas alargam-se, formando uma enorme praia polvilhada por rochas, piscinas e lagoas, cheias de lapas, mexilhões e camarões. O rochedo que se prolonga pelo mar (o Lajão) é um dos pesqueiros favoritos da região. 
Acesso: seguir a estrada de terra a sul da praia da Zambujeira do Mar. No topo da falésia, junto aos pinheiros, virar no sentido da costa. Descer depois os degraus de madeira existentes. É uma praia naturista oficial
- Praia Nossa Senhora

Na saída norte da Zambujeira, nas dunas em frente às últimas casas, uma escadaria na falésia conduz até esta praia, areal curto.
- Praia do Tonel

Enseada encravada numa alta falésia, a descida para a praia efectua-se por um trilho a pique. A parede rochosa e a caminhada até ao areal são impressionantes - a praia fica no sopé, esmagada pelos blocos de pedra. Do topo da arriba, junto ao cabo do Penduradoiro, tem-se uma das mais belas paisagens da região.
Acesso: seguir o caminho de terra que se inicia na estrada municipal entre o Cabo Sardão e a Zambujeira do Mar, junto ao monte da Herdade do Touril.

## Património
- Capela de Nossa Senhora do Mar